# Nedlands City
Koordinaten: 31° 58′ S, 115° 48′ O

Die City of Nedlands ist ein lokales Verwaltungsgebiet (LGA) im australischen Bundesstaat Western Australia. Nedlands gehört zur Metropole Perth, der Hauptstadt von Western Australia. Das Gebiet ist 19,6 km² groß und hat etwa 22.000 Einwohner (2021).
Nedlands liegt westlich der Innenstadt von Perth in einem Bereich zwischen Nordufer des Swan River und der Küste des Indischen Ozeans. Die Stadtteile Dalkeith, Karrakatta und Teile von Mt Claremont, Nedlands, Floreat, Shenton Park und Swanbourne liegen im Gebiet der LGA. Die Distanz zum Zentrum von Perth beträgt etwa fünf bis zehn Kilometer. Der Sitz des City Councils befindet sich im Stadtteil Nedlands, wo etwa 10.600 Einwohner leben (2021).

## Verwaltung
Der Nedlands Council hat acht Mitglieder. Sieben Councillor werden von den Bewohnern der vier Wards (je zwei aus dem Coastal, dem Dalkeith und dem Melvista Ward und einer aus dem Hollywood Ward) gewählt. Der Mayor (Bürgermeister) und Ratsvorsitzende wird zusätzlich von allen Bewohnern der City gewählt.